# Tonchinese
Il tonchinese è una razza felina che ha origine negli anni trenta nell'America settentrionale e più precisamente nel Canada.

## Origine e storia
Il Tonchinese o meglio conosciuto come Gold Siamese o come Siamese Dorato, nasce dall'accoppiamento tra il Siamese e il Burmese.
Questo accoppiamento avvenne all'inizio degli anni sessanta e fu effettuato dalla studiosa Jane Barletta (originaria del New Jersey, negli Stati Uniti), dando così vita a questa "nuova" razza.
Oltre a Jane Barletta, anche altri ricercatori del settore, non ebbero la certezza della purità della razza in quanto dall'accoppiamento di due gatti Tonchinesi le possibilità che potesse nascere un gatto Burmese o Siamese erano piuttosto alte; circa il 25% per ciascuna razza.
Solo nel 1979 questo gatto venne riconosciuto dalle principali associazioni feline come la Canadian Association (C.C.A.), la C.F.A. ed infine nel 1979 dalla T.I.C.A..
Nonostante diversi studi e ricerche, questa razza è ancora molto rara in Europa e sempre più nota e comune negli Stati Uniti d'America.

## Caratteristiche generali
Il Tonchinese presenta caratteristiche analoghe al Siamese e al Burmese. Il corpo muscoloso e ben proporzionato è una caratteristica del Siamese mentre, la colorazione del manto dove sono presenti macchie sulle estremità del muso, delle zampe e della coda sono particolarità del Burmese.
Il colore del Tonchinese è un incrocio tra il colore grigiastro del Burmese e il marrone chiaro del Siamese. I cuccioli nascono chiari e man mano si scuriscono anche se il colore definitivo non è visibile prima dei 16 mesi di vita proprio come nella razza Siamese e nella razza Burmese.
I colori che può assumere un gatto Tonchinese sono chiamati "visone":
- Colore naturale: il corpo è castano molto chiaro mentre sulle estremità del manto tende a scurirsi;

- Color camoscio: marrone molto chiaro, quasi grigiastro alla base e castano chiaro sulle punte;

- Color grigio - argento: nel corpo color grigio-argento mentre, nella parte estrema è argento più scuro;

- Color miele: la colorazione del corpo varia da dorato ad ambra-albicocca mentre sulle punte è di color bruno-rossastro.

## Caratteristiche fisiche
Il Tonchinese ha la testa a forma di triangolo con i contorni arrotondati gli zigomi sono alti e il naso è molto piccolo e leggero; le orecchie sono larghe alla base e hanno le punte arrotondate con i peli molto corti che lasciano intravedere la pelle; gli occhi sono blu - verde e hanno la forma di una noce, sono distanti l'uno dall'altro e posizionati in modo inclinato; l'ossatura e la muscolatura sono ben definite, non molto voluminosa ma ben sviluppata anche se le zampe posteriori sono più lunghe di quelle anteriori; la coda è larga alla base e tende ad assottigliarsi sulle estremità.

## Carattere e comportamento
Il Tonchiese è un gatto che ha una grande intelligenza, molto furbo e sempre in allerta; ama giocare soprattutto con i bambini ed è definito gatto da compagnia. È un felino molto sportivo, ha piacere a correre e a giocare ed è per questo che il suo ambiente deve essere molto spazioso e senza pericoli. Ama avventurarsi e non ha paura di nulla infatti, il suo habitat deve essere circondato e protetto in modo che non ci sia pericolo che scappi. È molto socievole con i suoi simili e intensamente affettuoso con il padrone tanto da seguirlo anche a dormire.

## Alimentazione
Il Tonchinese va alimentato sempre con il solito cibo senza variazioni di dieta, se abituato a seguire una certa marca di prodotto non è consigliabile variare d'impatto la sua abitudine. È opportuno abituarlo a mangiare sempre dalla ciotola e solo cibo specifico per gatti.